# Championnat de Belgique masculin de handball 1999-2000
Navigation
Division 1 1998-1999 Division d'Honneur 2000-2001
La saison 1999-2000 du championnat de Belgique de handball fut la 42e édition de la plus haute division belge de handball. La première phase du championnat la phase classique, est suivi des Play-offs et des Play-downs.       
Cette édition fut remportée par le HC Eynatten, champion pour la première fois de son histoire.
Enfin, le HBC Izegem est relégué et sera remplacé la saison suivante par le HK Waasmunster.

## Participants
| Club                | Classement 1998-1999 | Localisation | Entraîneur    | Salle                       | Capacité |
| ------------------- | -------------------- | ------------ | ------------- | --------------------------- | -------- |
| Initia HC Hasselt   | 1er                  | Hasselt      |               | Sporthal Alverberg          | 1 730    |
| Sporting Neerpelt   | 2e                   | Neerpelt     |               | Sportcentrum Dommelhof      | 1 600    |
| HC Eynatten         | 3e                   | Raeren       | Pim Rietbroek | Sporthalle Eynatten         | 700      |
| Union beynoise      | 4e                   | Beyne-Heusay |               | Hall Omnisports Edmond Rigo | 400      |
| HCE Tongeren        | 5e                   | Tongres      | Pedrag Dosen  | KTA 3                       | ?        |
| Olse Merksem HC     | 6e                   | Anvers       |               | Sportcentrum De Rode Loop   | 321      |
| HC Herstal-Liège    | 7e                   | Liège        |               | Hall Omnisports de Bressoux | ?        |
| Ajax Lebbeke        | 8e                   | Lebbeke      |               |                             |          |
| KV Sasja HC Hoboken | 9e                   | Anvers       | Alex Jacobs   | Sportcomplex Sorghvliedt    | 950      |
| HBC Izegem          | 1er (D1)             | Izegem       |               |                             |          |

### Localisation
| \| HCE Tongeren Initia HC Hasselt KV Sasja Sporting Neerpelt HC Eynatten Union Beynoise Olse Merksem HC Herstal-Liège Ajax Lebbeke HBC Izegem \| Localisation des clubs engagés dans le championnat |
| HCE Tongeren Initia HC Hasselt KV Sasja Sporting Neerpelt HC Eynatten Union Beynoise Olse Merksem HC Herstal-Liège Ajax Lebbeke HBC Izegem                                                          |

Nombre d'équipes par Province
| # | Province                        | Nombre | Équipe(s)                                          |
| - | ------------------------------- | ------ | -------------------------------------------------- |
| 1 | Province de Liège               | 3      | HC Eynatten, Union beynoise, VOO HC Herstal        |
| 2 | Province de Limbourg            | 3      | Initia HC Hasselt, HCE Tongeren, Sporting Neerpelt |
| 3 | Province d'Anvers               | 2      | KV Sasja HC Hoboken, Olse Merksem HC               |
| 3 | Province de Flandre-Orientale   | 2      | Ajax Lebbeke, HK Waasmunster                       |
| 4 | Province de Flandre-Occidentale | 1      | HBC Izegem                                         |

## Compétition

### Organisation du championnat
La saison régulière est disputée par 10 équipes jouant chacune l'une contre l'autre à deux reprises selon le principe des phases aller et retour. Une victoire rapporte 2 points, une égalité, 1 point et, donc une défaite 0 point.
Après la saison régulière, les 6 équipes les mieux classées s'engagent dans les play-offs. Une phase composée de deux groupes de trois équipes qui constitue en un mini championnat, où les participants des groupes sont tirés au sort, dans le pot 1, se retrouvent le premier et le deuxième de la phase régulière, elles débuteront avec 3 points, dans le pot 2, se retrouvent le troisième et le quatrième de la phase régulière et dans le dernier et pot 3, se retrouvent le cinquième et le sixième de la phase régulière.
Lors de ces play-offs, les premiers des deux groupes sont qualifiés pour la finale, une finale au meilleur des trois manches où l'équipe des deux qui a engrangé le plus de points se qualifie lors de ces play-offs reçoit pour la première manche et l'équipe des deux ayant engrangé le moins de points reçoit lors des deux autres manches. Il est important de noter que si l'une des deux équipes remporte les deux premières manches, dans ce cas la troisième manche n'est pas joué car l'équipe qui a remporté ces deux manches et déclarer championne de Belgique.
Pour déterminer qui occupera la troisième place à la sixième, les deuxièmes des groupes affrontent les troisièmes du groupe opposé.
C'est quatre équipes s'affrontent pour le titre de champion mais aussi pour se qualifier en Coupe d'Europe la saison suivante.
Pour ce qui est des 4 dernières équipes de la phase régulière, elles s'engagent quant à elles dans les play-downs. Il s'agit là aussi d'un mini championnat en phase aller-retour mais pour laquelle, le premier de c'est play-downs commence avec 4 points, le second, 3, le troisième, 2 et le quatrième avec 1 points.
Ces quatre équipes s'affrontent dans le but de ne pas pouvoir finir à la dernière place synonyme de relégation en division 2.

### Saison régulière

#### Classement
|    | Équipe                | Pts | J  | G  | N | P  | Bp  | Bc  | Diff |
| -- | --------------------- | --- | -- | -- | - | -- | --- | --- | ---- |
| 1  | HC Eynatten (C)       | 29  | 18 | 14 | 1 | 3  | 419 | 333 | 86   |
| 2  | Initia HC Hasselt (T) | 27  | 18 | 13 | 1 | 4  | 430 | 379 | 51   |
| 3  | Sporting Neerpelt     | 26  | 18 | 13 | 0 | 5  | 455 | 397 | 58   |
| 4  | Ajax Lebbeke          | 23  | 18 | 10 | 3 | 5  | 391 | 348 | 43   |
| 5  | Union beynoise        | 22  | 18 | 10 | 2 | 6  | 393 | 366 | 27   |
| 6  | HCE Tongeren          | 19  | 18 | 9  | 1 | 8  | 407 | 392 | 15   |
| 7  | Olse Merksem HC       | 13  | 18 | 6  | 1 | 11 | 394 | 417 | -23  |
| 8  | HC Herstal-Liège      | 9   | 18 | 3  | 3 | 12 | 325 | 415 | -90  |
| 9  | HVKS Zorgvliet        | 7   | 18 | 2  | 3 | 13 | 391 | 466 | -75  |
| 10 | HBC Izegem            | 5   | 18 | 2  | 1 | 15 | 342 | 434 | -92  |

|                 | Qualification pour le groupe 1 de la phase finale (« Play-off ») |
|                 | Qualification pour le groupe 2 de la phase finale (« Play-off ») |
|                 | Play-downs                                                       |
| (T)             | Tenant du titre                                                  |
| en augmentation | Promu de 1999                                                    |
| (C)             | Vainqueur de la Coupe de Belgique                                |

#### Matchs
| Résultats (dom.\ext.)                                      | SNE   | HCET  | HER   | IHA   | KVS   | OME   | UBE   | HCE   | AJA   | IZE   |
| Sporting Neerpelt                                          |       | 26-23 | 31-16 | 21-24 | 36-30 | 32-21 | 28-26 | 26-23 | 25-23 | 28-17 |
| HCE Tongeren                                               | 25-17 |       | 29-15 | 22-23 | 34-22 | 23-21 | 17-18 | 19-34 | 19-18 | 27-26 |
| HC Herstal                                                 | 20-32 | 13-13 |       | 19-23 | 22-21 | 26-27 | 18-25 | 18-24 | 20-20 | 18-17 |
| Initia HC Hasselt                                          | 18-20 | 23-20 | 22-15 |       | 29-24 | 26-25 | 21-22 | 26-19 | 23-24 | 29-21 |
| KV Sasja HC Hoboken                                        | 22-26 | 24-29 | 30-26 | 21-30 |       | 20-20 | 20-20 | 14-30 | 23-27 | 19-19 |
| Olse Merksem HC                                            | 21-25 | 24-23 | 19-23 | 25-26 | 21-20 |       | 18-17 | 17-18 | 18-20 | 34-23 |
| Union Beynoise                                             | 23-22 | 24-16 | 18-18 | 23-26 | 27-22 | 17-21 |       | 22-20 | 23-20 | 30-19 |
| HC Eynatten                                                | 23-16 | 24-21 | 21-17 | 19-19 | 23-17 | 31-20 | 22-18 |       | 16-16 | 23-15 |
| Ajax Lebbeke                                               | 25-16 | 21-23 | 29-14 | 19-19 | 24-16 | 25-23 | 19-18 | 16-18 |       | 25-17 |
| HBC Izegem                                                 | 17-28 | 19-24 | 21-25 | 20-24 | 23-26 | 22-19 | 19-22 | 17-31 | 17-20 |       |
| - Victoire à domicile - Match nul - Victoire à l'extérieur |       |       |       |       |       |       |       |       |       |       |

### Play-offs
- Qualifié pour le tournoi final

Règles de départage : points, victoires, différence de buts, buts marqués, buts marqués à l'extérieur, victoires à l'extérieur, match de barrage.